# Thierry Tesson
Pour les articles homonymes, voir Tesson.
Thierry Tesson, né le 22 avril 1957 aux Sables-d'Olonne, est un homme politique français. Il est élu député dans la dix-septième circonscription du Nord lors des élections législatives de 2024.

## Biographie
Thierry Tesson naît le 22 avril 1957 aux Sables-d'Olonne. Instituteur puis professeur agrégé d'histoire, chef d'établissement avant d'être inspecteur d'académie et directeur des services départementaux de l'Éducation nationale (DSDEN) de la Vienne, il entre en 2008 au cabinet de Xavier Darcos, ministre de l'Éducation nationale de Nicolas Sarkozy, en tant que conseiller technique chargé de l'éducation prioritaire, de la politique de la ville, de l'éducation au développement durable et des langues régionales. Il reste au cabinet de Xavier Darcos à la suite de la nomination de ce dernier au Ministère du Travail en juin 2009 comme conseiller chargé de la politique de la Ville. 
En septembre 2009, Thierry Tesson est promu directeur du cabinet de Fadela Amara, secrétaire d'Etat chargée de la politique de la Ville, et il reste en poste jusqu'au départ de la secrétaire d’État lors du remaniement du 14 novembre 2010. 
De juillet 2011 à mai 2012, il est sous-préfet de Saintes (Charente-Maritime). Il participe à la mise en place des plans de prévention des risques naturels, notamment ceux du fleuve Charente et prépare la mise en œuvre de l'intercommunalité des communes de l'arrondissement au titre des dispositions de la loi du 19 décembre 2010.
Officiellement Nicolas Sarkozy a mis fin aux fonctions de Thierry Tesson « sur sa demande » juste avant son départ de l'Élysée, mais ce sujet se révèle controversé. 
L'intéressé se considère limogé et soupçonne que sa proximité avec Fadela Amara (qui a soutenu François Hollande) ou bien ses collaborations avec les élus de gauche de l'arrondissement en étaient la cause. 
Cependant, d'après la préfète de la Charente-Maritime Béatrice Abollivier, son départ fait suite à la mise en cause par une inspection de sa gestion du personnel. Il rejoint donc son corps d'origine, l'Éducation nationale.
Inspecteur d'Académie au titre des établissements et de la vie scolaire au rectorat de Lille à partir de mai 2012, Thierry Tesson est chargé par le Ministre de l’Éducation Nationale en mars 2019 du pilotage du programme national des Cités Éducatives
 au sein de la Direction Générale de l'Enseignement Scolaire (DGESCO). Cette politique interministérielle (Education Nationale, Intérieur, Ville) organise les prises en charge éducatives des enfants et des jeunes de 0 à 25 ans - avant, pendant, autour et après le cadre scolaire - au sein des quartiers prioritaires de la politique de la ville.
Lors des élections municipales de 2020, Thierry Tesson prend la tête d'une liste d'union LR/UDI dénommée "Douai Capitale". Les résultats obtenus au 1er tour le 15 mars (761 voix, soit 9,32% des suffrages exprimés) ne permettent pas le maintien au second.
Il est candidat lors des élections législatives anticipées de 2024 dans la dix-septième circonscription du Nord sur la liste d'Éric Ciotti, les Républicains à droite, soutenue par le Rassemblement national. Il est élu député au second tour avec 55,80 % des voix, face à Frédéric Chéreau, candidat du NFP (44,20 % des voix),,.

## Détail des mandats et fonctions
- Depuis le 8 juillet 2024 : député de la 17e circonscription du Nord.